# Jean-David Morvan
Jean-David Morvan (ur. 28 listopada 1969 w Reims) – francuski pisarz komiksowy.
Studiował w Institut Saint-Luc w Brukseli. Morvan zaczynał jako ilustrator komiksowy, ale z czasem zaczął pisać scenariusze i jest znany przede wszystkim jako autor scenariuszy komiksowych. Mieszka w Reims we Francji.
Do tej pory opublikował ponad 230 komiksów. W Polsce znany jest przede wszystkim z serii Armada.

## Komiksy wydane w Polsce
- seria Armada (Egmont, w latach 2000–2020 t.1-20, w latach 2021–2024 wydanie zbiorcze w 6 tomach), rysunki: Philippe Buchet
- seria Pożoga (Taurus Media, 2 tomy, 2017-2018), rysunki: Rey Macutay
- seria Irena (Timof Comics, 5 tomów, 2017-2020), rysunki: David Evrard
- Mój rok – wiosna (Hanami, 2010), rysunki: Jiro Taniguchi

## Nagrody
- 2006: nagroda na Międzynarodowym Festiwalu Komiksu w Angoulume – nagroda młodych od 9 do 12 lat
- 2007: nagroda Saint-Michel – Best Youth Comic